# Lijst van voetbalinterlands Gabon - Swaziland
Deze lijst van voetbalinterlands is een overzicht van alle officiële voetbalwedstrijden tussen de nationale teams van Gabon en Swaziland. De Afrikaanse landen hebben tot op heden twee keer tegen elkaar gespeeld. De eerste ontmoeting, een kwalificatiewedstrijd voor het Wereldkampioenschap voetbal 1998, was op 2 juni 1996 in Lobamba. Het laatste duel, de returnwedstrijd in dezelfde kwalificatiereeks, werd gespeeld in Libreville op 16 juni 1996.

## Wedstrijden
| № | Plaats     | Datum        | Competitie           | Wedstrijd         | Uitslag |
| - | ---------- | ------------ | -------------------- | ----------------- | ------- |
| 1 | Lobamba    | 2 juni 1996  | WK 1998 kwalificatie | Swaziland − Gabon | 0 − 1   |
| 2 | Libreville | 16 juni 1996 | WK 1998 kwalificatie | Gabon − Swaziland | 2 − 0   |

## Samenvatting
| Competitie      | Totaal gespeeld | Winst Gabon | Gelijk | Winst Swaziland | Doelsaldo Gabon – Swaziland |
| --------------- | --------------- | ----------- | ------ | --------------- | --------------------------- |
| WK-kwalificatie | 2               | 2           | 0      | 0               | 3 − 0                       |
| Totaal          | 2               | 2           | 0      | 0               | 3 − 0                       |

## Details

### Eerste ontmoeting
| WK 1998 kwalificatie (Lobamba, Swaziland, 2 juni 1996): |              | |
| Swaziland                                               | 0 – 1        | Gabon |
|                                                         | goals        | 5' Jonas Ogandaga |
|                                                         | bondscoach   | |
|                                                         | opstellingen | Jacques Deckousshoud 80' Gaetan Kouka Ngoukou Jean-Martin Mouloungui Guy-Roger Nzeng Etienne Kassa-Ngona Anicet Yala Ngoukou Jonas Ogandaga François Amegasse-Akol 72' Brice Mackaya Guy Koumba 65' Michel Biyoghe |
|                                                         | wissels      | 65' Cissé Tamboucha Inongo 72' Théodore Nzue Nguéma 80' Valery Ondo |
|                                                         | gele kaarten | 32' Anicet Yala Ngoukou 42' Valery Ondo |

### Tweede ontmoeting
| WK 1998 kwalificatie (Libreville, Gabon, 16 juni 1996): |              |           |
| Gabon | 2 – 0        | Swaziland |
| Brice Mackaya 28' Anicet Yala Ngoukou 56' | goals        |           |
| | bondscoach   |           |
| Claude Babe Cissé Tamboucha Inongo 82' Jean-Martin Mouloungui Guy-Roger Nzeng Etienne Kassa-Ngona Anicet Yala Ngoukou 75' Jonas Ogandaga François Amegasse-Akol Brice Mackaya 68' Guy Koumba Valery Ondo | opstellingen |           |
| Théodore Nzue Nguéma 68' Michel Biyoghe 75' Jean-Daniel Ndong-Nze 82' | wissels      |           |

FGF · A-internationals · Selecties · Bondscoaches · Olympisch elftal · Gabonees vrouwenelftal
1960 – 1969 ·
1970 – 1979 ·
1980 – 1989 ·
1990 – 1999 ·
2000 – 2009 ·
2010 – 2019 ·
2020 − 2029
1960 · 
1961 · 
1962 · 
1963 · 
1964 ·
1965 · 
1966 · 
1967 · 
1968 ·
1969 · 
1970 · 
1971 · 
1972 · 
1973 ·
1974 ·
1975 ·
1976 · 
1977 · 
1978 · 
1979 · 
1980 · 
1981 · 
1982 · 
1983 · 
1984 · 
1985 · 
1986 · 
1987 · 
1988 · 
1989 · 
1990 · 
1991 · 
1992 · 
1993 · 
1994 · 
1995 · 
1996 · 
1997 · 
1998 · 
1999 · 
2000 · 
2001 · 
2002 · 
2003 · 
2004 · 
2005 · 
2006 · 
2007 · 
2008 · 
2009 · 
2010 · 
2011 · 
2012 · 
2013 · 
2014 ·
2015 ·
2016 ·
2017 ·
2018 ·
2019 ·
2020 ·
2021 ·
2022 ·
2023
Algerije ·
Andorra ·
Angola ·
België ·
Benin ·
Botswana ·
Brazilië ·
Burkina Faso ·
Burundi ·
Centraal-Afrikaanse Republiek ·
Comoren ·
Congo-Brazzaville ·
Congo-Kinshasa ·
Egypte ·
Equatoriaal-Guinea ·
Gambia ·
Ghana ·
Guinee ·
Guinee-Bissau ·
Ivoorkust ·
Kaapverdië ·
Kameroen ·
Kenia ·
Lesotho ·
Libanon ·
Liberia ·
Libië ·
Madagaskar ·
Malawi ·
Mali ·
Malta ·
Marokko ·
Mauritanië ·
Mauritius ·
Mozambique ·
Namibië ·
Niger ·
Nigeria ·
Oeganda ·
Oman ·
Portugal ·
Rwanda ·
Sao Tomé en Principe ·
Saoedi-Arabië ·
Senegal ·
Seychellen ·
Sierra Leone ·
Soedan ·
Swaziland ·
Tanzania ·
Thailand ·
Togo ·
Tsjaad ·
Tunesië ·
Verenigde Arabische Emiraten ·
Wit-Rusland ·
Zambia ·
Zimbabwe ·
Zuid-Afrika ·
Zuid-Soedan
NFAS · 
Swazisch vrouwenelftal
1968 · 
1969 · 
1970 · 
1971 · 
1972 · 
1973 · 
1974 · 
1975 · 
1976 · 
1977 · 
1978 · 
1979 · 
1980 · 
1981 · 
1982 · 
1983 · 
1984 · 
1986 · 
1987 · 
1988 · 
1989 · 
1990 · 
1991 · 
1992 · 
1993 · 
1994 · 
1995 · 
1996 · 
1997 · 
1998 · 
1999 · 
2000 · 
2001 · 
2002 · 
2003 · 
2004 · 
2005 · 
2006 · 
2007 · 
2008 · 
2009 · 
2010 · 
2011 · 
2012 · 
2013 · 
2014 ·
2015 ·
2016 ·
2017 ·
2018 ·
2019 ·
2020 ·
2021 ·
2022 ·
2023 ·
2024
Angola ·
Botswana ·
Burkina Faso ·
Comoren ·
Congo-Brazzaville ·
Congo-Kinshasa ·
Djibouti ·
Egypte ·
Eritrea ·
Gabon ·
Ghana ·
Guinee ·
Guinee-Bissau ·
Kaapverdië ·
Kameroen ·
Kenia ·
Lesotho ·
Libië ·
Madagaskar ·
Malawi ·
Mali ·
Mauritius ·
Mozambique ·
Namibië ·
Niger ·
Nigeria ·
Senegal ·
Seychellen ·
Sierra Leone ·
Soedan ·
Somalië ·
Tanzania ·
Togo ·
Tunesië ·
Zambia ·
Zimbabwe ·
Zuid-Afrika